# Lassance
Lassance é um município brasileiro do estado de Minas Gerais. É conhecido por ter sido o local onde Carlos Chagas identificou a Doença de Chagas.

## História
Lassance é uma cidade do Norte de Minas que ficou conhecida por ser a cidade onde Carlos Chagas descobriu a Doença de Chagas e identificou o protozoária flagelado causador da infecção, Tripanossoma cruzi. Carlos Chagas foi designado para cuidar dos trabalhadores da antiga Ferrovia Central do Brasil que estava sendo construída em Lassance, e identificou a doença em campo, em seu laboratório que havia sido estabelecido inicialmente dentro de um vagão.

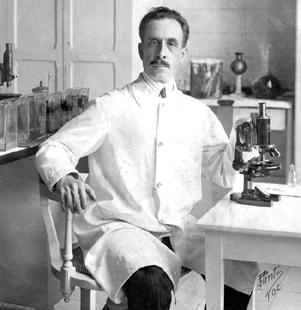
Carlos Chagas, em seu laboratório no Instituto Oswaldo Cruz.

A doença foi nomeada em homenagem ao cientista brasileiro e infectologista Carlos Chagas, que foi o primeiro a descrevê-la em 1909, mas a enfermidade não foi vista como um problema maior de saúde pública até a década de 1960 (a epidemia da doença de Chagas no Brasil na década de 1920 foi amplamente ignorada). Chagas descobriu que o intestino da Triatomidae (atualmente Reduviidae) abrigava um protozoário flagelado, uma nova espécie do gênero Trypanosoma, e foi capaz de provar experimentalmente que poderia ser transmitida a saguis do gênero Callithrix que haviam sido mordidos pelo inseto infectado. Estudos posteriores mostraram que o macaco-de-cheiro também era vulnerável a infecção.
Chagas nomeou o parasita patogênico como Trypanosoma cruzi e posteriormente no mesmo ano como Schizotrypanum cruzi, ambos homenageando o epidemiologista Oswaldo Cruz, que havia combatido com sucesso as epidemias de febre amarela, varíola e peste bubônica na cidade do Rio de Janeiro e outras cidades no início do século XX. O trabalho de Chagas permanece único na história da medicina por ter sido o único pesquisador a descrever por completo uma nova doença infecciosa, seu patógeno, vetor, hospedeiro, manifestações clínicas e epidemiologia.

## Geografia
Situada a 263 km de Belo Horizonte, capital de Minas Gerais, Lassance inicialmente era uma região cortada por tropeiros, ligando lugares distantes como Montes Claros, Sabarabussu (Sabará), Diamantina e Coração de Jesus. Em 1850, um tropeiro chamado Liberato Nunes de Azevedo construiu os primeiros ranchos às margens do Córrego Maria Grande, hoje Córrego São Gonçalo. Em 1907, surgem as primeiras fazendas dedicadas à agropecuária e à extração de látex em seringueiras e, com a chegada da estrada de ferro, o desenvolvimento local foi impulsionado. O primitivo arraial era muito modesto, situando-se à beira do Rio das Velhas. A denominação Lassance foi dada em fevereiro de 1908, em homenagem ao engenheiro chefe da construção do Ramal de Pirapora da Estrada de Ferro Central do Brasil, Dr. Ernesto Antônio Lassance Cunha.   O município emancipou-se em dezembro de 1953 sob a administração de José Soares Dias.
Tem como atividades econômicas básicas a extração de quartzo e de sempre-vivas, ao lado do cultivo de café, mandioca, milho, fumo e arroz. Há também áreas de reflorestamento com eucalipto para a produção de carvão vegetal e pecuária de corte.
Na questão do turismo, Lassance conta com a Área de Proteção Ambiental da Serra do Cabral. A área conta com circuito turístico com várias cachoeiras e preserva exemplares de vegetação do cerrado. A região do município ainda abrange os rios São Francisco e das Velhas.